# Желетавка
Желетавка (чеш. Želetavka) — река в Центральной Европе, протекает по территории Чехии. Левый приток реки Дие. Общая протяжённость реки составляет 55,8 км, площадь водосборного бассейна насчитывает 374,9 км². Исток находится на высоте 660 м, устье — на высоте 340 м. Крупные притоки: левый — Биханка, правый — Блатница.